# Mușchiul supinator

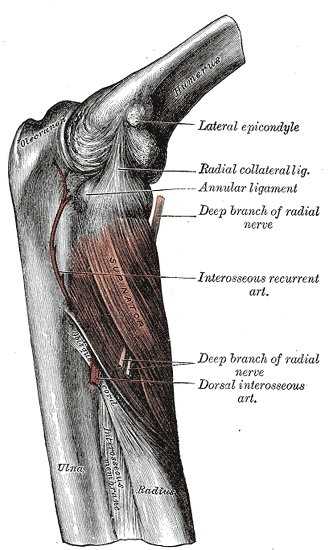
Mușchiul supinator

Mușchiul supinator (Musculus supinator) sau mușchiul supinator scurt (Musculus supinator radii brevis) este un mușchi scurt și gros, de forma unei plăci romboidale subțiri, care se găsește pe marginea laterală a părții superioare a antebrațului. Este un mușchi profund din grupul lateral de mușchi ai antebrațului.

## Inserții
Majoritatea fibrelor își au originea pe o suprafață rugoasă de sub incizura radială a ulnei (Incisura radialis) de pe sfertul superior al marginii laterale a ulnei și pe creasta mușchiului supinator (Crista musculi supinatoris ulnae); se mai prind însă și pe ligamentul colateral radial al articulației cotului (Ligamentum collaterale radiale articulationis cubiti), pe ligamentul inelar al radiusului (Ligamentum anulare radii) și pe epicondilul lateral al humerusului (Epicondylus lateralis humeri).  
De aici fibrele sale musculare coboară oblic și lateral înconjurând posterior treimea superioară a radiusului. 
Se insera în treimea superioară a feței laterale și anterioare a radiusului,  între ligamentul inelar și inserția mușchiului pronator rotund (Musculus pronator teres). 

## Raporturi
În ansamblu mușchiul este format din două fascicule suprapuse printre care trece ramura profundă a nervului radial (Ramus profundus nervi radialis).
Mușchiul este situat profund și este acoperit de cei doi extensori radiali ai carpului (mușchiul lung extensor radial al carpului și mușchiul scurt extensor radial al carpului), precum și de mușchiul extensor al degetelor, mușchiul extensor al degetului mic, apoi de mușchiul extensor ulnar al carpului.
Fața lui profundă medială acoperă articulația cotului.

## Acțiune
Este cel mai puternic și mai constant supinator al antebrațului (rotește antebrațul în afară) și al mâinii.

## Inervația
Inervația este asigurată de nervul interosos posterior (Nervus interosseus antebrachii posterior) care este porțiunea terminală a ramurii profunde a nervului radial (neuromer C6-C7).

## Vascularizația
Vascularizația este asigurată de artera radială (Arteria radialis), artera interosoasă recurentă (Arteria interossea recurrens), artera interosoasă posterioară (Arteria interossea posterior) și artera recurentă radială (Arteria recurrens radialis).